# Caiophora scabra
Caiophora scabra är en brännreveväxtart som först beskrevs av John Miers, och fick sitt nu gällande namn av Urban. Caiophora scabra ingår i släktet Caiophora och familjen brännreveväxter. Inga underarter finns listade i Catalogue of Life.